# Live in Boston (album des Doors)
Pour les articles homonymes, voir Live in Boston.
Albums de The Doors
Live in Philadelphia
(2005) Live in Pittsburgh
(2008)

Live in Boston est un trip album live du groupe californien The Doors, sorti sous l'étiquette Bright Midnight Records le 24 juillet 2007. 
Enregistré le 10 avril 1970 à la Boston Arena à Boston dans le Massachusetts pendant la tournée promotionnelle de l'album Morrison Hotel, cet album contient les deux performances données par The Doors ce soir là. Jim Morrison est dans un état d'ébriété profond tout au long des deux concerts. Quelques titres rarement joués en concert y sont interprétés tel que The Spy ou Been Down So Long ainsi que de nombreux morceaux blues comme Rock Me, Mystery Train, Cross Road Blues, Fever, Summertime ou St. James Infirmary Blues. 
Le concert se termine tardivement, lorsque les propriétaires de la salle coupent l'électricité de la scène pour forcer la fin de la prestation.

## Pistes
Disque 1 :
1. Start - 0:07
2. All Right, All Right, All Righ - 0:10
3. Roadhouse Moan - 1:33
4. Roadhouse Blues - 4:55
5. Ship Of Fools - 6:26
6. Alabama Song (Whisky Bar) - 2:01
7. Back Door Man - 2:16
8. Five To One - 9:08
9. When The Music's Over	 - 14:44
10. Rock Me - 7:14
11. Mystery Train - 7:18
12. Away In India - 1:54
13. Crossroads - 5:14
14. Prelude To Wake Up! - 0:48
15. Wake Up! - 1:32
16. Light My Fire - 12:31

Disque 2 :
1. Start - 1:21
2. Break On Through (To The Other Side) - 8:12
3. I Believe In Democracy - 0:32
4. When The Music's Over - 14:19
5. Roadhouse Blues - 5:53
6. The Spy - 5:42
7. Alabama Song (Whisky Bar) - 1:39
8. Back Door Man - 2:27
9. Five To One - 7:05
10. Astrology Rap - 0:45
11. Build Me A Woman - 3:56
12. You Make Me Real - 3:26
13. Wait A Minute! - 0:44
14. Mystery Train - 7:52
15. Away In India - 2:51
16. Crossroads - 3:30

Disque 3 :
1. Band Intro's - 0:35
2. Adolf Hitler - 0:22
3. Light My Fire - 5:47
4. Fever (Light My Fire Continued) - 0:23
5. Summertime (Light My Fire Continued) - 7:28
6. St. James Infirmary Blues (Light My Fire Continued) - 0:46
7. Graveyard Poem (Light My Fire Continued) - 1:12
8. Light My Fire (Reprise) - 2:11
9. More, More, More! - 0:18
10. Ladies & Gentlemen - 0:13
11. We Can't Instigate - 0:13
12. They Want More - 1:15
13. Been Down So Long - 6:12
14. Power Turned Off - 9:15

Le disque 1 contient la première performance, la deuxième est  contenue sur les disques 2 et 3. Les pistes 4 à 7 du troisième disque sont incluses dans Light My Fire.
La piste 14 du troisième cd correspond au dialogue entre Jim Morrison et l'audience après que le propriétaire de la salle ait coupé le courant.

## Membres
- Jim Morrison - Chant
- Ray Manzarek - Clavier, Chant
- John Densmore - Batterie
- Robby Krieger - Guitare